# Bodenmöser (Schonwald)
Das Gebiet Bodenmöser ist ein mit Verordnung vom 26. März 2004 durch die Körperschaftsforstdirektion Tübingen ausgewiesener Schonwald (Schutzgebiet-Nummer 200270) in Baden-Württemberg.

## Lage
Das Schutzgebiet liegt zwischen Argenbühl und Isny im Allgäu und besteht aus sechs Teilgebieten. Es liegt im Distrikt 32 „Möser“ Abt. 1 bis 4, 6
und 7 des Staatswaldes Wangen. Der Schonwald umfasst die Flurstücke Nr. 472,475, 476, 479, 488, 491, 492, 497/2, 502, 502/1 auf Gemarkung Christazhofen, Gemeinde Argenbühl; die Flurstücke Nr. 3 und 3/5 in Flur Gründels auf
Gemarkung Eglofs, Gemeinde Argenbühl; die Flurstücke Nr. 1399, 1400, 1406, 1412, 1413, 1428, 1432, 1484, 1488, 1499, 1511 auf Gemarkung Eisenharz, Gemeinde Argenbühl; die Flurstücke Nr. 1050, 1057, 1058/1, 1058/2, 1058/3,
1058/4, 1058/6 auf Gemarkung Isny, Stadt Isny; die Flurstücke Nr. 814, 815, 815/1, 816/1, 816/5, 2019/1, 2023, 2071/4, 2102/7, 2103/18, 2312/3, 2312/4, 2315, 2315/2 auf Gemarkung Neutrauchburg, Stadt Isny. Der Schonwald erstreckt
sich über Teilflächen des Natur- und Landschaftsschutzgebiets „Bodenmöser“.

## Vegetation
Im Schonwald kommen laut Waldbiotopkartierung die folgenden Pflanzen vor:
Hunds-Straußgras, Rosmarinheide, Gewöhnliches Ruchgras, Moor-Birke, Besenheide, Sumpfdotterblume, Grau-Segge, Igel-Segge, Steife Segge,
Gelb-Segge, Faden-Segge, Schlamm-Segge, Schnabel-Segge, Sommer-Adonisröschen, Langblättriger Sonnentau, Bastard-Sonnentau, Rundblättriger Sonnentau,
Sumpf-Stendelwurz, Scheiden-Wollgras, Moor-Labkraut, Schwalbenwurz-Enzian, Straußblütiger Gilbweiderich, Gewöhnlicher Gilbweiderich, Gewöhnlicher Blutweiderich,
Wiesen-Wachtelweizen, Fieberklee, Pfeifengräser, Herzblatt, Sumpf-Haarstrang, Schilfrohr, Gemeine Fichte, Bergkiefer, Waldkiefer,
Weißes Schnabelried, Kriech-Weide, Blumenbinse, Wald-Simse, Gewöhnlicher Teufelsabbiss, Gewöhnliche Rasenbinse, Heidelbeere, Gewöhnliche Moosbeere,
Rauschbeere, Preiselbeere, Kleiner Baldrian, Grüner Germer, Sumpf-Veilchen, Weiß-Tanne, Hunds-Straußgras, Bitteres Schaumkraut,
Behaarter Kälberkropf, Breitblättriger Dornfarn, Faulbaum, Grau-Erle, Wald-Engelwurz, Stachel-Segge, Weißdorne, Zottiges Weidenröschen,
Mädesüß, Bach-Nelkenwurz, Sumpf-Schwertlilie, Binsengewächse, Rote Heckenkirsche, Rohrglanzgras, Stieleiche, Kratzbeere, Ohr-Weide,
Rote Lichtnelke, Vogelbeere, Breitblättriger Rohrkolben, Große Brennnessel, Gewöhnlicher Schneeball.

## Schutzzweck
Der Schutzzweck des Schonwalds ist gemäß Schutzgebietsverordnung
- die Erhaltung der für eine Hochmoorlandschaft im Alpenvorland typischen Waldgesellschaften, deren Spektrum vom Spirkenwald auf dem Hochmoorschild bis zum Fichtenmoorrandwald und zu den verschiedenen Sukzessionsstadien oder sekundärem Moorrandwald auf (teil)abgetorften Flächen reicht sowie der Erhalt der in den Schonwäldern integrierten Nasswiesen;
- Habitatsicherung für die in den Moorwäldern jeweils typischen und seltenen Arten von Flora und Fauna.

## Betreuung
Wissenschaftlich betreut wird der Schonwald durch die Forstliche Versuchs- und Forschungsanstalt Baden-Württemberg (BVA).